# Конь и трепетная лань
Конь и трепетная лань — рассказ Антона Павловича Чехова. Написан в 1885 году, впервые опубликован в 1885 году в «Петербургской газете» № 219 от 12 августа с подписью А. Чехонте.

## Публикации
Рассказ А. П. Чехова «Конь и трепетная лань» написан в 1885 году, впервые опубликован в 1885 году в «Петербургской газете» № 219 от 12 августа с подписью А. Чехонте, печатался в сборнике «Пестрые рассказы». Автор использовал в названии рассказа строки из поэмы А. С. Пушкина «Полтава»:
«В одну телегу впрячь не можно
Коня и трепетную лань.»
При жизни А. Чехова рассказ переводился на сербскохорватский язык.

## Сюжет
Действие рассказа происходит в одном провинциальном городке. Как-то ночью супругам Фибровым не спалось. Жена Катя стала укорять мужа Васю за то, что он постоянно приходит домой пьяным. Муж, работающий репортером, оправдывается, что у него такая должность — нельзя не выпить с приятелями, с клиентом — иначе не получишь от него сведений, с агентом.
Жена уговаривает Васю оставить эту работу, поскольку он не серьезный писатель, а так себе — какой-то репортер, пишущий пустяки. Она говорит: «Хорошо бы еще, пожалуй, если б зарабатывал много, этак рублей двести-триста в месяц, а то получаешь какие-то несчастные пятьдесят рублей, да и то неаккуратно. Живем мы бедно, грязно. Квартира прачечной пропахла, кругом всё мастеровые да развратные женщины живут. Целый день только и слышишь неприличные слова и песни. Ни мебели у нас, ни белья. Ты одет неприлично, бедно, так что хозяйка на тебя тыкает, я хуже модистки всякой. Едим мы хуже всяких поденщиков…»
Вася отвечает, что они скоро хорошо заживут — вот только его возьмут в издание «Куриная слепота» вести хроники. Прошло некоторое время во взаимном пререкании, после чего Вася вышел из комнаты. Через две минуты он вернулся, пошатываясь с выражением ужаса и бормотанием. Жена опять стала мечтать о лучшей доле и не заметила как заснула. К полудню она проснулась, но мужа не было рядом. Она уверена, что Вася вернется ночью опять в нетрезвом виде, и не хочет писать дяде просьбу найти мужу подходящую работу.